# Крокус
Крокус (на английски: Krokus) е хардрок група от Швейцария. Те се ползват с умерен успех в Северна Америка през 1980-те.
Групата е основана в Золотурн през 1975 г. от басиста (и оригинален вокалист) Крис фон Рор и китариста Томи Кийфър. Бившият вокалист на Eazy Money Марк Сторс се присъединява към групата като фронтмен по време на издаване на албума Metal Rendez-vous през 1980 година.

## История
Крокус е създадена като прогресив рок група. Крис фон Рор първоначално е басист, преминал към вокалните части в края на 1970-те и с тази формация Крокус успяват в Ирландия и започват турнета в цялата страна. След като наблюдават концерт на Ей Си/Ди Си в края на 1970-те, решават да променят стила си и приемат нов звук, силно повлиян от астралийците. Тъй като Крис фон Рор притежава ограничени вокални способности и не може да изпълни на трета октава, групата решава да наеме нов основен вокалист. В крайна сметка, Марк Сторс, участвал по-рано в TEA и Eazy Money, бива нает. С новия състав групата записва и издава нов албум, озаглавен Metal Rendez-Vous през 1980 г., който също получава международно признание.
През 1981 излиза следващият им албум Hardware, записан в Hammersmith Studios в Лондон и включва песни като „Easy Rocker“ и „Rock City“, които все още са част от репертоара на групата.
С ново американско управление в 1982 г. записват One Vice at a Time, който включва хитовете „Long Stick Goes Boom“, „Guess Who“, „American Woman“. Крис фон Рор описва албума като „албум, който AC/DC никога няма да направи“, тъй като влиянието на австралийската група трудно се игнорира. Сравненията всъщност са хвърлени върху творчеството на групата, тъй като много слушатели вече започват да ги разглеждат като имитатор – AC Krokus/DC. Независимо от това, Крокус стават все по популярни в Европа и започва да им се отделя внимание в САЩ.
1983 започва с албума Headhunter, който получава платинен статут в САЩ и заема номер 25 в класацията за албуми. Това е най-успешният албум до този момент на групата от комерсиална критична гледна точка. Той включва хит балада „Screaming In The Night“, клипът се завърта по МТВ и става един от най-известните на групата. Вокалистът от Джудас Прийст Роб Халфорд допринася за беквокалите в песента „Ready to Burn“.
През 1984 г. групата се движи все повече в търговска посока с The Blitz, който съдържа кавър на Суит от 1973 – „The Ballroom Blitz“. Макар и с комерсиален успех, албумът е остро критикуван. На върха на вълната на успехи, в средата на 1980-те издават Change of Address през 1986 г., който включва кавър на Алис Купър – „School's Out“. Албумът обаче се проваля в търговски и критичен аспект. След това Крокус пускат албум, записан на живо, озаглавен Alive & Screamin' и групата преминава от Arista Records за MCA.
Дългогодишният водещ китарист Фернандо фон Арб напуска групата през 2005 г. след продължаващите проблеми с китката му, които изискват хирургическа намеса. Манди Майер, който е свирил с групата в средата на 1980 г., идва на негово място. Новата формация записва албумът Hellraiser през 2006 г., и той става златен в Швейцария още на първия ден от пускането му на пазара. Записът получава много добри отзиви. В интервю през 2008 г., Марк Сторс заявя, че Крокус са още повече „метъл група“.

## Състав
| Сегашни членове - Крис фон Рор – барабани (1975 – 1977), вокали (1977 – 1979), бас (1979 – 1983; 1987 – 1989; 2008– ) - Фернандо фон Арб – китара (1976 – 2004; 2008– ) - Марк Сторс – вокали (1979 – 1988; 1994 – 1996; 2002– ) - Манди Майер – китара (1981; 2004 – 2007; 2012– ) - Марк Колер – китара (1982 – 1988; 1994 – 1996; 2008– ) - Флавио Мезоди – барабани (2013– ) |  | Предишни членове - Дениъл Дебрит – вокали (1975 – 1976) - Ремо Спадимо – бас (1975 – 1976) - Томи Кийфър – китара (1975 – 1976), вокали (1976 – 1977) - Фреди Стийди – барабани (1977 – 1982; 1994 – 1996; 2008 – 2011) - Стиви Пейс – барабани (1983) - Томи Кейсър – бас (1985 – 1986) - Дани Крейвъли – барабани (1987 – 1989) |

## Дискография
| - Krokus (1976) - To You All (1977) - Painkiller / Pay It In Metal (1978) - Metal Rendez-vous (1980) - Hardware (1981) UK #44 - One Vice at a Time (1982) US #53, UK #28 - Headhunter (1983) US #25, UK #74 - The Blitz (1984) US #31 - Change of Address (1986) US #45 - Heart Attack (1988) US #87 - Stampede (1990) - To Rock or Not to Be (1995) - Round 13 (1999) - Rock the Block (2003) - Hellraiser (2006) US #200 - Hoodoo (2010) - Dirty Dynamite (2013) - Alive and Screamin' (1986) US #97 - Fire and Gasoline (2004) - Early Days '75-'78 (1980) - Stayed Awake All Night – The Best (1987) - The Dirty Dozen (1993) - Definitive Collection (2000) - The Collection (2000) - Best Of (2000) - Long Stick Goes Boom: The Anthology (2003) | - „Tokyo Nights“ (1980) - „Heatstrokes“ (1980) - „Bedside Radio“ (1980) - „Winning Man“ (1981) - „Rock City“ (1981) - „American Woman“ (1982) - „Save Me“ (1982) - „Bad Boys Rag Dolls“ (1982) - „Stayed Awake All Night“ (1983) - „Screaming tn the Night“ (1983) - „Midnite Maniac“ (1984) - „Ballroom Blitz“ (1984) - „Our Love“ (1984) #22 US Rock - „School's Out“ (1986) #67 Hot 100 - „Screaming in the Night (Live)“ (1987) - „Let the Love Begin“ (1987) - „Let It Go“ (1988) - „Wild Love“ (1988) - „You Ain't Seen Nothin' Yet“ (1994) - „I Want It All“ (2003) - „Angel of My Dreams“ (2006) - The Video Blitz (1985, VHS) - Fire And Gasoline (2004, Bonus DVD) - As Long As We Live (2004, DVD) |